# En cloque
Singles de Renaud
Ma chanson leur a pas plu
Pistes de Morgane de toi
Doudou s'en fout
(5) Ma chanson leur a pas plu
(7)
En cloque est une chanson interprétée et écrite par Renaud, tirée de son album Morgane de toi paru le 4 octobre 1983. Elle occupe une place particulière dans son répertoire, l’artiste l’ayant désignée en 2022 comme sa préférée.

## Contexte
En cloque figure comme sixième piste de l’album Morgane de toi, sorti en 1983 et produit notamment par Thomas Davidson Noton. La chanson est le premier single de l'album et premier morceau à sortir en 45 tours cette année là. La chanson est inspirée de la grossesse de Dominique, compagne de Renaud, survenue trois ans plus tôt, avant la naissance de leur Lolita. Elle marque un tournant dans l’univers du chanteur, connu jusque-là pour ses textes engagés et ses portraits de banlieue, en explorant un registre plus intime et tendre. Accompagné d’une mélodie douce à l’accordéon, le morceau se distingue par un ton personnel et pudique. Il illustre l’approche singulière de Renaud pour dépeindre les relations amoureuses et familiales, et figure parmi les titres les plus emblématiques de son registre .

## Thématique
En cloque aborde un moment particulier de la vie de couple : l’annonce et l’attente d’un enfant. Le texte adopte le point de vue du futur père, confronté à la transformation de sa relation amoureuse à travers la grossesse de sa compagne. Le narrateur, à la fois ému et désorienté, constate qu’il n’est plus le centre de l’attention, mais tente de trouver, dans ce bouleversement, une autre façon de montrer son affection. Le narrateur exprime son sentiment d’impuissance face à cette transformation intime qu’il ne peut pleinement partager. À travers un langage direct et imagé, Renaud évoque la place souvent périphérique des hommes durant la grossesse, ainsi que le désir, teinté de frustration, de vivre les sensations physiques de la maternité.

## Réception
En cloque est souvent considérée comme l’une des chansons les plus emblématiques, belles et marquantes de Renaud,,,.
Le chanteur Alain Souchon a notamment cité le morceau comme étant un de ses favoris.
Dans une interview accordée à France Inter le 11 juin 2024, Bernard Thibault, ancien secrétaire général de la Confédération générale du travail (CGT), déclare ne pas connaître de chanson décrivant une femme attendant un enfant avec autant de simplicité et de chaleur.

### Sa chanson préférée
En cloque a rencontré un vif succès public, et demeure régulièrement reprise lors des concerts de l’artiste, témoignant de sa popularité durable. Lors de son passage sur France 2 diffusé le 10 mai 2022, dans le cadre d’un concert hommage donné au Dôme de Paris à l'occasion de son 70e anniversaire, Renaud déclare que En cloque est sa chanson préférée de tout son répertoire : « Ma préférée de toutes, c'est quand même En cloque »,,.